# Loi des 16 et 24 août 1790 sur l'organisation judiciaire
Lire en ligne

Texte sur Legilux
Extrait sur Wikisource

La loi des 16 et 24 août 1790 est une loi française sur l'organisation judiciaire, adoptée par l'Assemblée nationale constituante le 16 août 1790 et sanctionnée le 24 août (cote Archives nationales, France : AE II 3075 ou A 22/578, parchemin, grand sceau de cire brune). C'est la première loi importante en matière de justice votée par la Constituante. Elle reste connue aujourd'hui comme fondement de la dualité des ordres de juridiction. 
La loi est le résultat du travail effectué par les députés pour réorganiser la justice. Les premiers rapports sur le sujet remontent à août 1789 et contiennent déjà en substance ce qui entre plus tard dans la loi. En mars 1790, le député Jacques-Guillaume Thouret prononce un discours qui encourage l'Assemblée à poursuivre le travail. Il est alors décidé de réorganiser complètement le système juridictionnel. 
Le 31 mars, l'Assemblée adopte un décret fixant la liste des « questions préliminaires » qu'il convient de régler.  Les juges seront-ils élus ou nommés ? Seront-ils sédentaires ou tiendront-ils des assises ? Faut-il un tribunal de cassation ? Ces questions sont résolues entre le 30 avril et le 27 mai, puis les députés discutent la loi dans son ensemble. Adoptée le 16 août, la loi est sanctionnée par Louis XVI dès le 24. 

## Plan et vue d'ensemble
La loi se compose de douze titres, la numérotation des articles reprenant à 1 au sein de chaque titre. 
| Titre      | Intitulé                                      | Nombre d'articles |
| ---------- | --------------------------------------------- | ----------------- |
| Titre Ier  | Des arbitres                                  | 6                 |
| Titre II   | Des juges en général                          | 21                |
| Titre III  | Des juges de paix                             | 12                |
| Titre IV   | Des juges de première instance                | 7                 |
| Titre V    | Des juges d'appel                             | 15                |
| Titre VI   | De la forme des élections                     | 4                 |
| Titre VII  | De l'installation des juges                   | 6                 |
| Titre VIII | Du ministère public                           | 7                 |
| Titre IX   | Des greffiers                                 | 8                 |
| Titre X    | Des bureaux de paix et du tribunal de famille | 17                |
| Titre XI   | Des juges en matière de police                | 7                 |
| Titre XII  | Des juges en matière commerciale              | 14                |

## Le titre II et ses grands principes
Les 21 articles du titre II prennent une importance particulière, dans la mesure où ils comprennent plusieurs dispositions affirmant des principes généraux du fonctionnement de la justice. 
L'article 1er indique que la justice sera rendue au nom du roi. L'article 2 établit la gratuité de la justice, les juges étant rétribués par l'État. La vénalité des offices judiciaires est donc abolie. 
L'article 3 établit que les juges seront élus pour six ans (art. 4), éventuellement rééligibles ; ils seront assistés de suppléants (art. 5). Ils seront ensuite institués par des lettres patentes du roi (art. 6). 
La loi prévoit aussi des « commissaires du roi » pour assurer le ministère public : ces commissaires sont nommés à vie par le roi (art. 8).  
Les articles 10 à 13 fixent les rapports entre le pouvoir judiciaire, le pouvoir exécutif et le pouvoir législatif. Ce sont eux qui sont restés pour fonder la dualité des ordres de juridiction. L'article 11 impose aux tribunaux de transcrire les nouvelles lois, procédure qui rappelle l'enregistrement de l'Ancien Régime mais qui devient rapidement obsolète. 
Le texte se place ensuite sur le terrain des droits reconnus au justiciable et en particulier sur la nécessité d'égalité devant la justice. L'article 14 prévoit ainsi la publicité des débats et la publication des jugements ; il indique aussi que toute partie à un procès doit pouvoir exposer son cas oralement ou par écrit. 
Pour éviter la reproduction de ce qui existait sous l'Ancien Régime, la loi prévoit qu'il ne peut être constitué de juridiction d'exception, que les affaires ne pourront être évoquées par un autre tribunal ou par un autre pouvoir, et qu'il n'y aura pas de privilège de juridiction ; enfin que les causes seront jugées dans l'ordre où elles auront été soumises. 
Les trois derniers articles du titre annoncent des modifications à venir dans trois domaines : 
- la constitution d'un code de lois civiles (futur code civil)
- la « révision du code de procédure civile », c'est-à-dire, à l'époque, du Code Louis
- la « refonte du code pénal ».

## Organisation juridictionnelle
La loi des 16 et 24 août 1790 organise pour quelques années les juridictions judiciaires à caractère civil. 
Au premier degré, les juridictions sont : 
- les justices de paix, à raison d'au moins un par canton ;
- les tribunaux de district, à raison d'un par district ;
- les tribunaux de commerce.

Les juges de paix sont compétents jusqu'à 50 livres sans appel et jusqu'à 100 livres à charge d'appel, ainsi qu'en matière gracieuse. 
Les tribunaux de commerce règlent les litiges en matière commerciale. Les tribunaux de district sont compétents dans les autres causes. 
Les tribunaux de district sont également compétents pour les jugements d'appel, l'appel étant porté devant un autre tribunal de district.

## Importance pour la dualité des ordres de juridiction
Les articles 10, 12 et 13 sont destinés à empêcher le pouvoir judiciaire d'empiéter sur les deux autres. C'est pourquoi l'article 10 défend aux juges de fixer des règles législatives et l'article 12 de faire des règlements. 
L'article 13 défend aux juges de s'intéresser aux actes du pouvoir exécutif et de mettre en cause les pouvoirs publics. La portée en a été réaffirmée par le décret du 16 fructidor an III, qui dispose : « Défenses itératives sont faites aux tribunaux de connaître des actes d’administration, de quelque espèce qu’ils soient, aux peines de droit. » Ce sont ces deux textes qui demeurent invoqués par la jurisprudence en cas de conflit d'attribution entre l'ordre judiciaire et l'ordre administratif.  

## Survivance

### En France
Seuls restent en vigueur en France les articles 10, 12 et 13 du titre II. La loi est notamment visée dans toutes les décisions du Tribunal des conflits, en raison de l'article 13 qui fonde la séparation des ordres judiciaire et administratif. Elle l'est aussi par les autres juridictions lorsqu'il est statué sur la compétence.